# 가스이사이

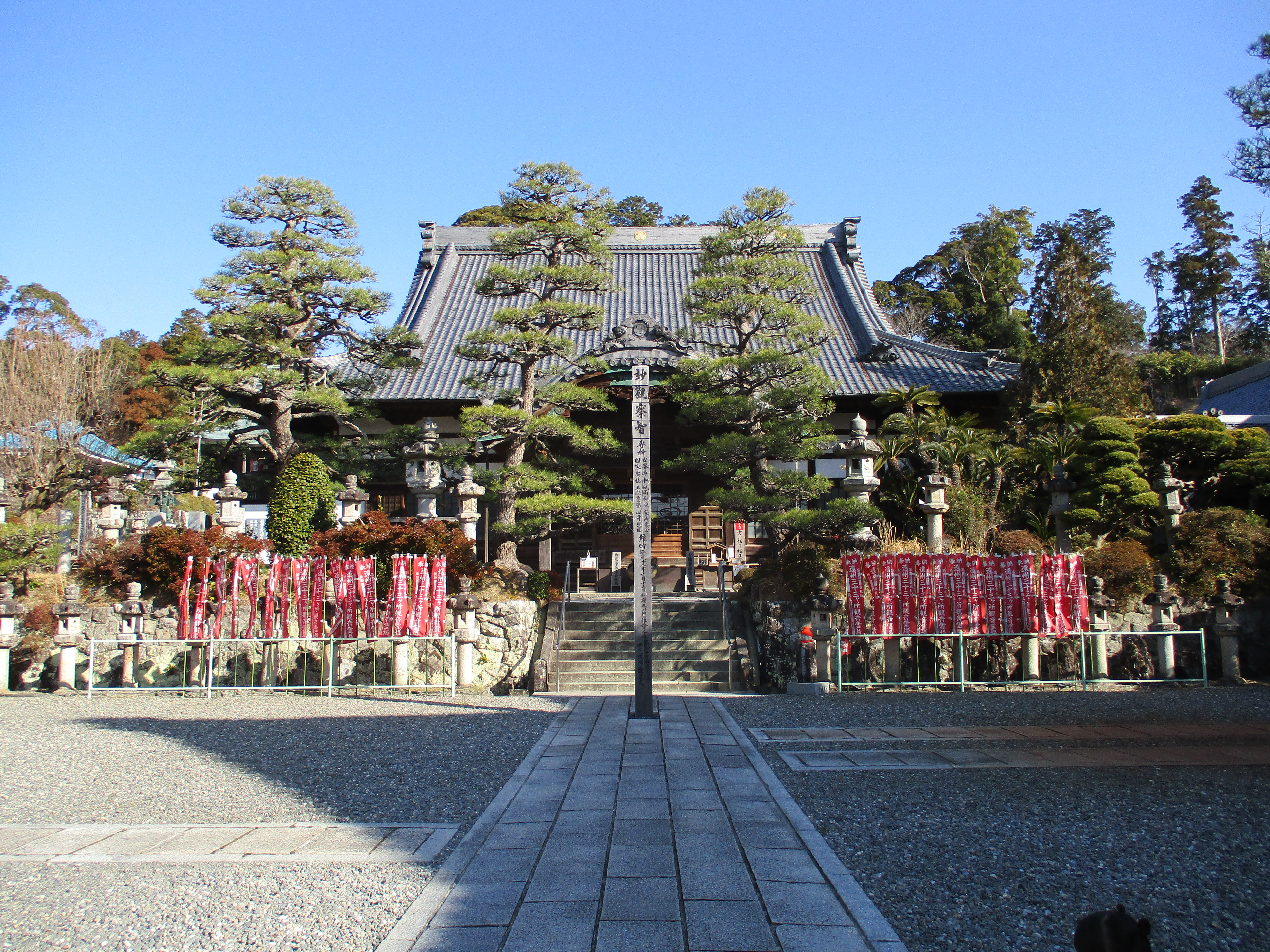

가스이사이(可睡斎)는 시즈오카현 후쿠로이시(袋井市) 구노(久能)에 있는 조동종의 성찰으로 사문(寺紋)은 동그라미에 세잎의 접시꽃이다.  산호(山号)는 만송산(萬松山). 본존은 성관음(聖観音)..에도 시대는 「동해대승록(東海大僧録)」으로서 미카와국 (三河国)・도토미국(遠江国)・스루가국(駿河国)・이즈국(伊豆国)의 조동종사원을 지배하에 두었으며 관삼찰(関三刹)과 동등한 권위를 갖고 있었다..원주삼산(遠州三山)중 하나..

## 역사・개요
무로마치시대 초기, 응영(応永)년간（1394년 – 1428년）에 서중천은선사(恕仲天誾禅師)에 의해 개산되었다.
도쿠가와이에야스(徳川家康)가 어린시절 다케다신겐(武田信玄)군으로부터 도망쳤을 때 아버지와 함께 숨겨주었던 것에 대한 예를 표하기 위해 방문했을 때, 석상에서 졸고있는 선린등선(仙麟等膳)화상(11대)을 본 이에야스는「화상은 나 보기를 귀여운 자식 보듯 한다. 그리하여 이렇게 안심하고 잘 수 있는 것이다. 나는 그 친밀한 정이 기쁘기 그지없다. 화상이시여, 주무십시오」라고 말하였으며, 그후 화상은「가스이화상(可睡和尚)」이라 불리게 되었는데, 이러한 연유로 어느덧 본래 도요켄(東陽軒)이었던 절의 이름도 가스이사이가 되었다. 이에야스가 아버지와 함께 숨었던 것으로 추정되는 동굴은 육자굴(六の字穴)로서 지금도 남아있다.
1873년（메이지6년）, 시즈오카현 하마마츠시의 아키하산(秋葉山)의 신불 분리의 일환으로 삼척방대권현(三尺坊大権現)이 천좌(遷座)되어 화방재제(火防災除)의 절로서도 위치하게 되었다(유래는 아키하산 본관 아키하신사 항을 참조). 수행도장으로서 승당을 설치하고 있다.
동쪽의 언덕에는 10만평방미터의 「가스이백합원」이 있어 150종류 200만송이의 백합이 심겨있다. 또한 초여름에는 모란이 아름답다.

## 교통악세스
- JR동해도본선 후쿠로이역에서 아키하버스 서비스 아키하선・아키하중원선으로 약10분, 「가스이사이입구」버스 정류장에서 하차.
- 동명고속도로 후쿠로이 인터체인지로부터 차로 약 5분.
- 신동명고속도로 모리카케가와 인터체인지로부터 차로 약15분.

## 관련 설명
- 원주삼산
- 의왕산유산사(医王山油山寺)‐모모야마(桃山)시대에 건립된 3층탑 등 많은 문화제를 보유하고있다.
- 법다산존영사(法多山尊永寺)‐나라시대, 교기(行基)가 건립했다 전해지고 있다. 액막이 떡이 유명하다.